# アザー・サイド 死者の扉
『アザー・サイド 死者の扉』（原題:The Other Side of the Door）は2016年に公開された米英印合作のホラー映画である。監督はヨハネス・ロバーツ、主演はサラ・ウェイン・キャリーズが務めた。
本作は日本国内で劇場公開されなかったが、20世紀フォックスによるデジタル配信が行われている。

## ストーリー
自動車事故で息子のオリバーを亡くしてからというもの、マリア・ハーウッドは罪悪感に苛まれていた。事故発生時、マリアはオリバーの妹、ルーシーを救い出すことはできたのだが、足が車体に挟まっていたオリバーを助けることはできなかったのである。ある日の夜、マリアの夫、マイケルは妻が自殺を図って意識不明になっているのを発見した。一命を取り留めたマリアだったが、罪悪感が消えることはなかった。そんなマリアを慰めてくれたのが家政婦のピキであった。ピキは「オリバーにお別れを言える最後のチャンスが欲しいですか」とマリアに尋ねてきた。実は、ピキもマリアと似たような経験をしていたのである。かつて、ピキは注意を怠ったばかりに、娘を溺死させてしまったのである。
ピキが言うには、彼女の故郷には生者の世界と死者の世界の境界線が薄くなっている寺院があり、そこにオリバーの遺骨を持って行けば、死者の世界にいるオリバーと交信できる可能性があるのだという。その上でピキは「オリバーが何を言ったとしても、寺院の扉を開けて彼を外に出してはいけませんよ」と付け加えた。その後、マリアとピキはオリバーの死体を掘り返し、それを火葬にした。作業の最中、マリアは灰を被っている男性たちの存在に気が付いた。ピキは「あの人たちはシャーマンです。死体の肉を食べたり、遺灰を体に振りかけることで、死者と生者の世界を繋ぐ力を増強しているのです。」と説明した。
翌日、マリアは寺院を訪れた。寺院の内部でミイラ化した死体を発見するというハプニングはあったものの、マリアは着々と儀式のための準備を整えていった。日が沈んだ頃、マリアの耳にオリバーの声が聞こえてきた。「見殺しにしてごめんなさい」と謝罪するマリアに対し、オリバーは「僕を寺院の外に出してよ」とせがんできた。最初は抵抗していたマリアだったが、結局は寺院の扉を開けてしまった。
翌日、帰宅したマリアは何事もなかったかのように振るまい、ピキにもドアを開けた事実を言わなかった。ほどなくして、怪奇現象が家で発生するようになった。ピアノが勝手に演奏し始めたり、ルーシーが「兄さんが帰ってきたけど、誰かから隠れているみたい」などと言い始めたりした。ルーシーは「兄さんが帰ってきたことは父さんには言わないでね。兄さんにも心の準備が必要みたいだから」とマリアに言った。その後、マリアがオリバーの部屋に入ると、イスが勝手に動いて彼女の方を向いた。椅子の上には『ジャングル・ブック』が置かれていた。その本はマリアが死ぬ間際のオリバーに読み聞かせていたものだが、死ぬまでに全てを読み上げることができなかったのである。「オリバーは最後までこの本を読んで欲しがっている」と思ったマリアは『ジャングル・ブック』を読み始めた。その頃、ピキは家の近くの植物が枯れ始めていることに気が付き、マリアが寺院の扉を開けてしまったことを確信していた。
禁忌を破ってしまったばかりに、ハーウッド一家は想像を絶する恐怖を味わうことになった。

## キャスト
- マリア・ハーウッド - サラ・ウェイン・キャリーズ（本田貴子）
- マイケル・ハーウッド - ジェレミー・シスト
- ルーシー・ハーウッド - ソフィア・ロジンスキー
- オリバー・ハーウッド - ローガン・クレラン
- オリバーの声 - ジャックス・マルコム
- ピキ - サチトラ・ピライ
- ミルトゥ - ハビエル・ボテット

## 公開・興行収入
当初、本作は2016年2月26日に全米公開される予定だったが、後に公開日は同年3月11日→3月4日と変更されることになった。
2015年11月25日、本作のオフィシャル・トレイラーが公開された。2016年3月4日、本作は全米546館で公開され、公開初週末に121万ドルを稼ぎ出し、週末興行収入ランキング初登場16位となった。

## 評価
本作に対する批評家からの評価は伸び悩んでいる。映画批評集積サイトのRotten Tomatoesには35件のレビューがあり、批評家支持率は37%、平均点は10点満点で4.62点となっている。サイト側による批評家の見解の要約は「薄っぺらいジャンプスケアと安っぽいステレオタイプが満載である。『アザー・サイド 死者の扉』はサラ・ウェイン・キャリーズの好演を浪費して、月並みなホラー作品に仕上がってしまった。」となっている。また、Metacriticには10件のレビューがあり、加重平均値は41/100となっている。